# 臺灣日治時期新舊文學論戰
台灣日治時期新舊文學論戰是指受過現代教育的新知識份子，與繼承清代中國文學傳統的古典文人之間，在日治時代所發生的一系列文學論爭事件。從時序上來看，論爭主題主要包括第一階段，由張我軍發起，抨擊台灣舊文學阻礙台灣文學改革腳步。以及第二階段，由黃石輝、郭秋生發起台灣話文論戰，支持用臺灣話文寫成的文學，以漢字為基礎，以字追音，來塑造新的「臺灣話文」。

## 過程
日治時代為臺灣古典文學的繁盛期，亦開始出現新世代知識份子對古典文學提出反動的聲音。受過現代教育的新知識份子，與繼承清代和文學傳統的古典文人展開了「新舊文學的論戰」，是臺灣新文學運動的萌芽期。:24
1924年4月與11月中文新文學作家張我軍，於《台灣民報》發表的《致台灣青年的一封信》與《糟糕的台灣文學界》。這兩篇抨擊台灣舊文學與舊詩人的文章，不但引起頗多共鳴，更引發新舊文學論戰。他接收中國「五四運動」的文學改革思潮，對臺灣古典文學提出批判，認為應該推行白話文學。推行白話文學，不僅在討論「用什麼語言寫」，同時也蘊含「為群眾而寫」的信念。支持「舊文學」的連雅堂則透過出版、創作、結社，苦心維繫古典漢文學。他強調文學的審美功能，不認為文學必須涉入現實、為群眾而寫。:32-33
其中對古典文學特色、功能、價值與未來走向抱否定態度的新文學作家除了張我軍之外，還有賴和、張梗、蔡孝乾等人。他們就五四運動獲得的成果與經驗，大力提倡新文學的適用性，除此還聲稱文言文有所不適用，阻礙文學改革，並指陳台灣舊文人的墮落保守。
另一方面，以連橫、鄭坤五、黃文虎為首的舊文學代表，則強調古文對台灣文學基礎的重要性。而該論戰自1924年4月張我軍發表文章起一直到1926年3月，才宣告平息。
1926年9月，新文學支持者陳虛谷再發起該新舊文學的第二階段論戰。此一直到1932年才截止的論戰，則是針對舊文學文人支持台灣總督府的不合時宜做法行為。而第二階段論戰裡面，新文學代表除了陳虛谷之外，尚有陳逢源與葉榮鐘。
1941年至1943年還曾發生新舊文學論戰，以往的研究者常接受廖漢臣〈新舊文學之爭：台灣文壇一筆流水賬〉說法的限制，而以為這只是舊文人的內訌。然而1941年至1943年共出現152則新舊文學論爭文獻，這數量比1924年的37則論爭，1925年的91則論爭文獻都還來得多，而且論爭的人物如林荊南（嵐映）、廖漢臣也是站在新文人的觀點來批判舊文人。因此日治時期新舊文學論爭至少有3個時期，只是以往較容易忽略，透過《風月報》、《南方》可掌握多數的論爭文獻。除此之外，江亢虎1934年到台灣帶動一場新舊文學論爭，亦不容忽略。

## 影響
日治時期台灣人普遍並不熟悉華北官話，賴和、鍾理和、吳濁流創作官話白話文都遇過語言轉譯的困境，台語與日語是日治時期台灣最流通的語言，由於知識份子企圖改造既有的文學環境，於是產生「日治時期新舊文學論爭」，這股文化改造運動同時也是社會運動的一環，臺灣話文及鄉土文學運動因此開展，帶來一波臺灣文學運動的高峰。